# 부여군수
부여군수는 충청남도 부여군의 군수이다.

## 관선(1949~1995)
| 대수 | 이름   | 임기                                | 비고                         |
| ---- | ------ | ----------------------------------- | ---------------------------- |
| 1    | 한상현 | 1949년 8월 15일 ~ 1949년 11월 15일  |                              |
| 2    | 이재서 | 1949년 11월 16일 ~ 1952년 10월 28일 |                              |
| 3    | 박명진 | 1952년 10월 29일 ~ 1954년 4월 24일  |                              |
| 4    | 강순태 | 1954년 4월 28일 ~ 1956년 7월 15일   | 10대 서천군수                |
| 5    | 박흥양 | 1956년 7월 16일 ~ 1959년 1월 23일   | 6대 서산군수                 |
| 6    | 박유진 | 1953년 1월 24일 ~ 1960년 5월 12일   | 3대 서산군수                 |
| 7    | 조인행 | 1960년 5월 13일 ~ 1960년 12월 5일   |                              |
| 8    | 박인호 | 1960년 12월 6일 ~ 1961년 7월 18일   |                              |
| 9    | 이덕희 | 1961년 7월 19일 ~ 1962년 2월 17일   |                              |
| 10   | 권의직 | 1962년 2월 18일 ~ 1964년 3월 26일   |                              |
| 11   | 박욱래 | 1964년 3월 27일 ~ 1967년 12월 14일  |                              |
| 12   | 전준기 | 1967년 12월 15일 ~ 1969년 7월 10일  |                              |
| 13   | 심춘택 | 1969년 7월 11일 ~ 1970년 3월 5일    | 7대 아산군수 15대 공주군수   |
| 14   | 전준기 | 1970년 3월 6일 ~ 1971년 8월 2일     | 12대 부여군수, 22대 서천군수 |
| 15   | 정찬경 | 1971년 8월 3일 ~ 1975년 9월 2일     |                              |
| 16   | 김용구 | 1975년 9월 3일 ~ 1976년 3월 18일    |                              |
| 17   | 정연달 | 1976년 3월 19일 ~ 1979년 7월 5일    | 26대 서천군수                |
| 18   | 이진호 | 1979년 7월 6일 ~ 1980년 7월 24일    |                              |
| 19   | 이근영 | 1980년 7월 25일 ~ 1982년 3월 2일    | 26대 금산군수                |
| 20   | 조종완 | 1982년 3월 3일 ~ 1983년 4월 10일    |                              |
| 21   | 이정우 | 1983년 4월 11일 ~ 1985년 3월 12일   |                              |
| 22   | 정경택 | 1985년 3월 13일 ~ 1986년 3월 7일    |                              |
| 23   | 정필모 | 1986년 3월 8일 ~ 1987년 9월 9일     |                              |
| 24   | 김흥태 | 1987년 9월 10일 ~ 1988년 6월 13일   |                              |
| 25   | 이병오 | 1988년 6월 14일 ~ 1988년 12월 31일  |                              |
| 26   | 임봉순 | 1989년 1월 1일 ~ 1990년 3월 3일     |                              |
| 27   | 노규래 | 1990년 3월 6일 ~ 1991년 1월 13일    |                              |
| 28   | 노완구 | 1991년 1월 14일 ~ 1993년 3월 28일   |                              |
| 29   | 정운영 | 1993년 3월 29일 ~ 1994년 5월 3일    |                              |
| 30   | 양석환 | 1994년 5월 4일 ~ 1994년 12월 31일   |                              |
| 31   | 이병준 | 1995년 1월 1일 ~1995년 6월 30일     | 관선 마지막 부여군수         |

## 민선(1995 ~)
| 대수 | 이름   | 임기                             | 비고         |
| ---- | ------ | -------------------------------- | ------------ |
| 32   | 유병돈 | 1995년 7월 1일 ~ 1998년 6월 30일 | 민선1기      |
| 33   | 유병돈 | 1998년 7월 1일 ~ 2002년 6월 30일 | 민선2기 재선 |
| 34   | 김무환 | 2002년 7월 1일 ~2006년 6월 30일  | 민선3기      |
| 35   | 김무환 | 2006년 7월 1일 ~ 2010년 6월 30일 | 민선4기 재선 |
| 36   | 이용우 | 2010년 7월 1일 ~ 2014년 6월 30일 | 민선5기      |
| 37   | 이용우 | 2014년 7월 1일 ~ 2018년 6월 30일 | 민선6기 재선 |
| 38   | 박정현 | 2018년 7월 1일 ~ 2022년 6월 30일 | 민선7기      |
| 39   | 박정현 | 2022년 7월 1일 ~                 | 민선8기 재선 |

## 같이 보기
- 부여군수 선거